# Hayashi Narinaga
Hayashi Narinaga est un nom japonais traditionnel ; le nom de famille (ou le nom d'école), Hayashi, précède donc le prénom (ou le nom d'artiste).
Hayashi Narinaga  (林 就長, 2 février 1517-19 juillet 1605) est un samouraï durant la période Sengoku de l'histoire du Japon, obligé du clan Mōri et koku-jin-ryōshu (ji-samouraï) du sud de la province de Bingo. Il occupe de nombreux postes dont karō (clan ainé) au service de Mōri Motonari (1497-1571) et de son père, Mōri Mototoshi, au cours de missions diplomatiques en compagnie de Toyotomi Hideyoshi. Narinaga est bugyō sous Mōri Terumoto. Il reçoit de Hideyoshi le rang de Hizen-no-kami (肥前守). Il sert comme diplomate entre les Mōri et Hideyoshi. Il se voit plus tard attribuer le 5e rang de cour inférieur, degré junior jugoi (従五位). Le caractère (kanji) nari (就) vient de son seigneur Mōri Motonari et naga (長) de son père Kikuchi Takenaga. Narinaga est l'un des rares qui ont traversé toute la période Sengoku.

## Jeunesse et origine (1517-1562)
Hayashi Narinaga naît en 1517 à Doi, Kawajiri, partie du domaine de Mihara dans la province de Bingo. Son année de naissance est estimée à partir de son âge à sa mort (89 ans; au Japon, un enfant est déjà âgé d'un an à la naissance). Son père est Kikuchi Takenaga (菊池 武長). La plupart des historiens conviennent que Takenaga est un descendant du puissant clan Kikuchi qui dirige la province de Higo.
Kikuchi Takenaga est issu de la famille Kikuchi dont les membres sont les koku-jin-shu (ji-samouraï ) de la province de Hōki. Leur relation avec les Kikuchi de Higo n'est pas claire mais la tradition veut que le père de Takenaga est Kikuchi Takekuni (菊池 武国) de la lignée Higo. Cependant, les chercheurs constatent que leurs chronologies ne correspondent pas et il est plus probable qu'il était son petit-fils. Pendant ce temps, les Kikuchi de Higo sont renversés par le clan Ōtomo de Kyūshū.
Les Kikuchi basés à Odaka-jō (尾高城) sont obligés du clan Yukimatsu de la province d'Izumo qui eux-mêmes sont obligés du puissant clan Yamana. Une célèbre personnalité de la famille Kikuchi de la province de Hōki est Kikuchi Otohachi (菊池 音八), connu comme un moshō (« fort bushō ») mais qui est tué par Yamanaka Yukimori. Lorsque le puissant clan Amago lance une campagne et prend le contrôle de la zone, Narinaga et son père se joignent en une campagne pour faire sécession des Amago.

## Obligé des Mōri

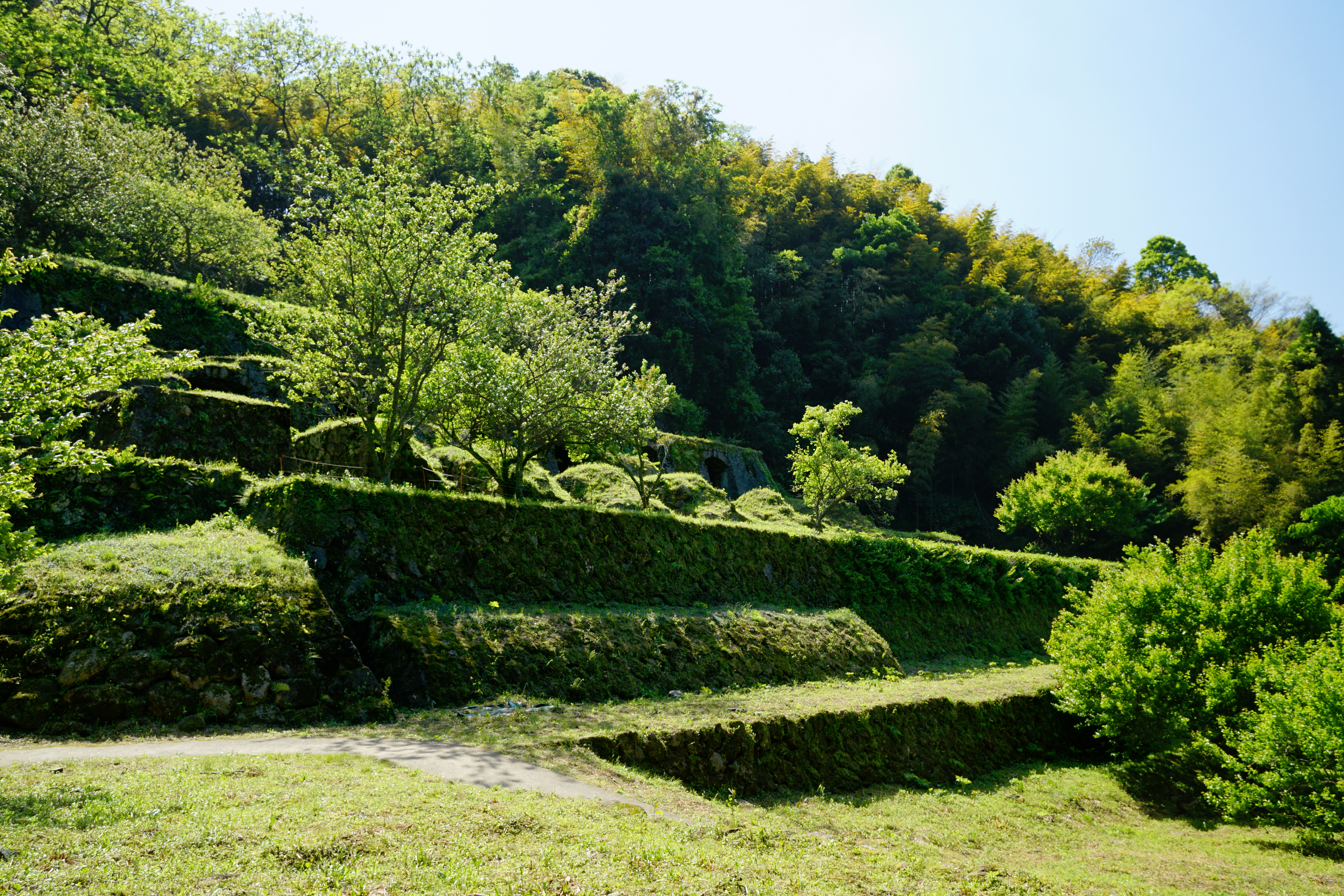
Mine d'argent d'Iwami Ginzan (2005).

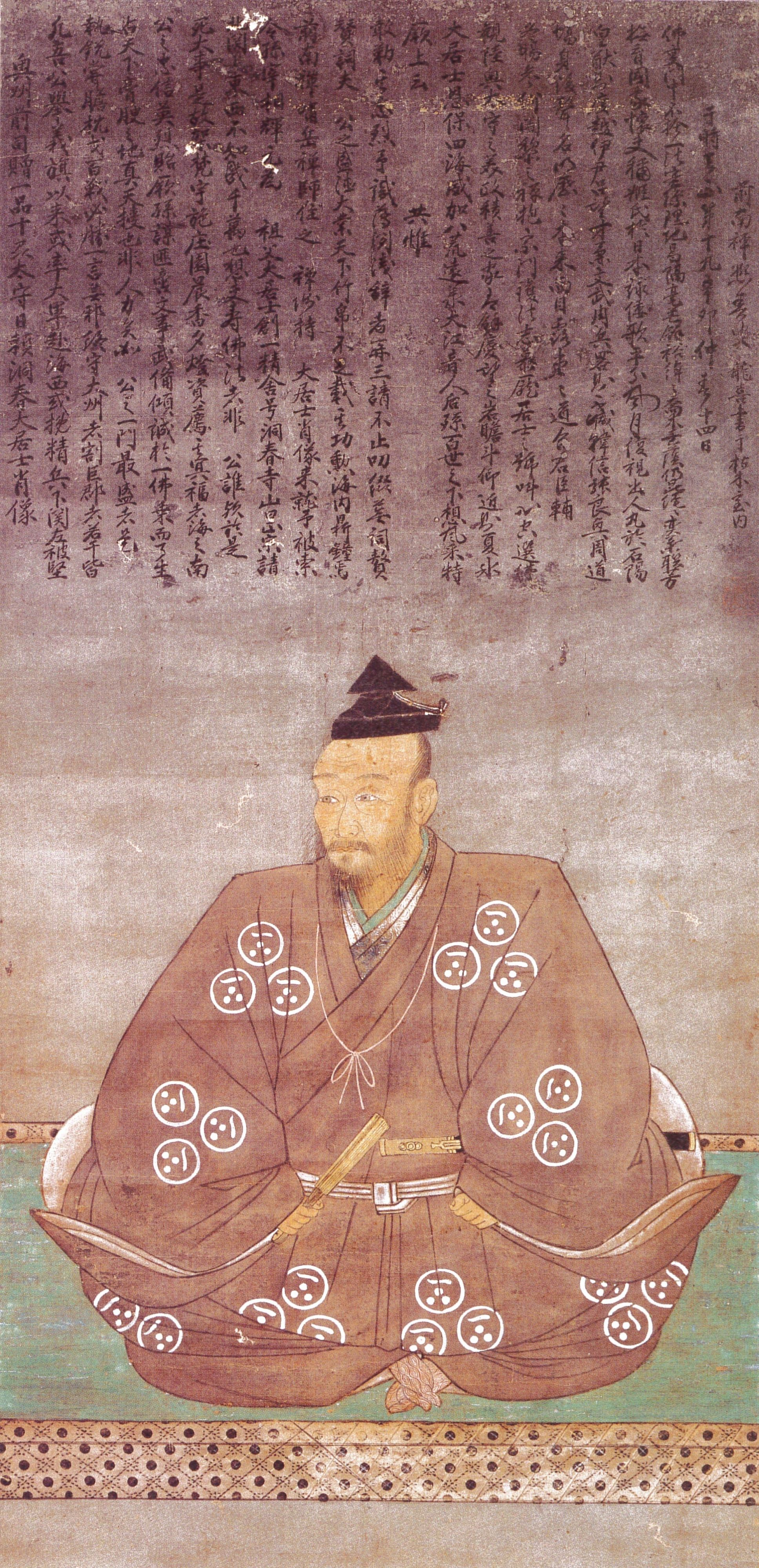
Mōri Motonari, seigneur de Narinaga.

En 1562, leur château Odaka-jō tombe aux mains de Sugihara Morishige, général du clan Mōri. Après l'attaque, le clan Yukimatsu au service duquel sont les Kikuchi, laisse les provinces de Bingo et d'Aki devenir obligées des Mōri. À cette époque, Kikuchi Takenaga et son fils Narinaga partent avec eux et c'est alors qu'ils entrent dans le clan Hayashi. La raison en est peu claire mais un document indique que Hayashi Yajirō (林 弥二郎) meurt à Kawajiri en 1552. Le clan Hayashi dispose d'un grand pouvoir dans cette région. Une histoire veut que Takenaga épouse une fille du clan Hayashi. Narinaga commence à travailler pour Mōri Motonari en tant que karō et ginzan-bugyō (fonctionnaire des mines) à la mine d'argent d'Iwami Ginzan. Il occupe un poste dans les mines d'argent jusque vers 1585. Parmi les autres fonctionnaires dans les mines figurent Hirasa Nariyuki et Ōhashi Hachizō.
Son père prend le nom de Hayashi Moku-no-jō Michiaki (林 木工允 道明). Le titre Moku-no-jō (secrétaire du Bureau de la menuiserie) se transmet au sein du clan Hayashi pendant quelques générations. Narinaga est à ce moment connu sous le nom de Hayashi Saburozaemon Shigesato (林 三郎左衛門 重眞). Après la mort de son père en 1576, il reprend son titre et utilise le nom de Hayashi Moku-no-jō (林 木工允).

### Batailles du Gassan-toda-jō
- Juillet 1562 : au cours de la première bataille du Gassan Toda-jo, Mōri Motonari ordonne à Hayashi Narinaga de se rendre auprès de Honjō Etchû-no-kami Tsunemitsu (本城 常光) en tant que messager. Tsunemitsu occupe le château de Yamabuki dans la province d'Iwami. À l'origine vassal des Amago, il fait défection pour les Mōri en 1563. Yamabuki est important pour le contrôle des mines d'argent Iwami[5].
- Avril 1564 : Hayashi Narinaga participe à la seconde bataille du Gassan-toda-jō[5].

### Siège du château de Kōzuki (1578)
Le siège du château de Kōzuki (Kōzuki-jō-no-tatakai) dans la province de Harima se déroule en 1578 lorsque l'armée de Mōri Terumoto attaque et s'empare du château de Kozuki. Terumoto ordonne à Kobayakawa Takakage d'amener des troupes et il se présente avec une armée forte de 30 000 hommes. Narinaga et son premier fils, Motoyoshi (alors âgé de 21 ans) sont présents à la bataille et participent à la chute du château. Au musée de Hiroshima figure une lettre de remerciement de Mōri Terumoto à Narinaga pour le travail accompli par son fils. Le château de Kōzuki a été pris par Hashiba Hideyoshi l'année précédente et confié à Amago Katsuhisa. Lorsqu'il tombe aux mains des Mōri, Katsuhisa commet seppuku. Yamanaka Yukimori, héroïque et loyal général des Amago, est capturé et tué au combat. Yukimori est le samouraï qui avait tué un membre de sa famille précédemment.

## Diplomate entre Mori et Hideyoshi (1582)
À la mort d'Oda Nobunaga lors de l'incident du Honnō-ji en 1582, Hideyoshi devient l'homme le plus puissant du Japon. Narinaga est récompensé pour le travail accompli par le titre de châtelain du Mukaiyama-jō (向山城) dans Gocho-gun, province de Bingo. Il devient également châtelain du Matsuoka-jō (松岡城) dans Kōzan-cho, Sera-gun, province de Bingo détenue à l'origine par le clan Matsuoka.
En décembre 1583, Hideyoshi lui donne des ordres pour travailler sur les communications entre lui et les Mōri. Au cours de 1584, Narinaga fait don au temple Chōan-ji d'une statue d'un Mōri Motonari assis aux mines d'argent d'Iwami Ginzan. La statue se trouve actuellement à la maison de la famille Mōri à Bofu dans la préfecture de Yamaguchi.

## Campagne de Kyūshū de Hideyoshi (1586-1587)
En 1586, durant la campagne de Kyūshū de Hideyoshi alors que l'armée se trouve dans la province de Chikuzen, arrive une lettre de remerciement de Hideyoshi et autres daimyos adressée à « Hayashi Tosa-no-kami Narinaga » (林 土佐守 就長) qui a connu une grande victoire dans son attaque du château. Cela signifie qu'il détient déjà le titre Tosa-no-kami à cette époque (une charge honoraire auprès de la cour) mais on ignore quand il l'a reçue.
En 1588, Hayashi Tosa-no-kami est promu à un rang où il reçoit des ordres directs de Hideyoshi sur la stratégie à tenir dans le Kyūshū. Que Hideyoshi l'ait choisi pour la stratégie de la campagne indique que soit Narinaga était un samouraï supérieur ou qu'il avait une connaissance approfondie du Kyūshū en raison de sa descendance du clan Kikuchi. Hideyoshi accorde le Toyotomi-uji (豊臣朝臣) (Toyotomi-no-asomi, courtier de Toyotomi) à Narinaga, titre qui est simultanément accordée à un certain nombre d'alliés choisis de Hideyoshi.
Ère Tenshō-16, 7e mois), juillet 1588 : Narinaga reçoit le titre de Hizen-no-kami en conformité avec le cinquième rang junior supérieur (ju-goi). Ce même mois, l'empereur Go-Yōzei rend visite à la demeure de Toyotomi Hideyoshi et le décret de chasse aux épées est délivré. En 1591, Mōri Terumoto commence la construction du château de Hiroshima.

## Campagne de Corée de Hideyoshi (1592-1594)

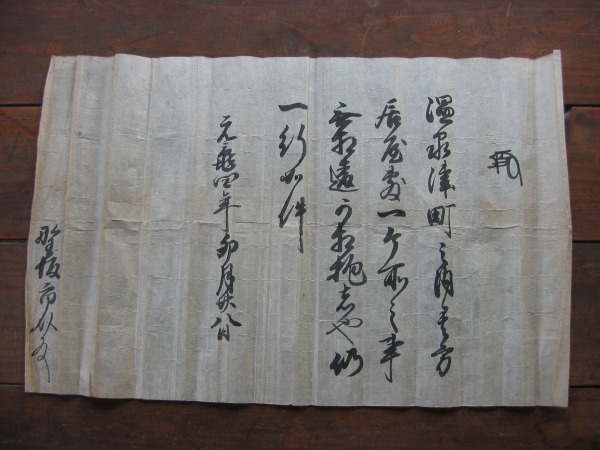
Lettre de Toyotomi Hideyoshi à propos de Narinaga.

Avril et décembre 1592 : Hayashi Narinaga, une fois encore, sert de messager entre Toyotomi Hideyoshi et le clan Mōri avec Ankokuji Ekei (安國寺 惠瓊). Ils sont envoyés comme messagers pour une « lettre de remerciement » de Hideyoshi à Mōri Terumoto, ceci pour l'hospitalité reçue quand il était au château de Hiroshima dans la province d'Aki.
En 1592, Toyotomi Hideyoshi ordonne l'invasion de la péninsule coréenne. Narinaga, qui a déjà 75 ans à l'époque, est envoyé à la guerre. Le musée possède une lettre de Hideyoshi à Mōri Terumoto où il exprime son inquiétude parce que son ami Hizen-no-kami est âgé.

## Retraite et décès (1594-1605)

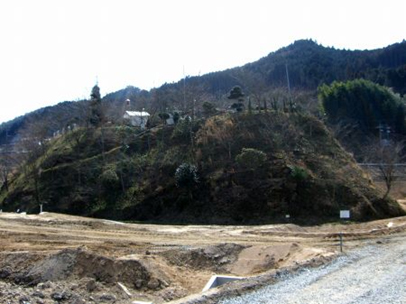
Ruines du château de Matsuoka (2011).

En 1594, Hayashi Hizen-no-kami revient de l'invasion de la Corée par Hideyoshi et demande à Mōri Terumoto s'il peut prendre sa retraite et construire un château appelé Aka-jō (赤城), littéralement « Château rouge ». Il est âgé de 78 ans, âge tardif pour la retraite. Probablement parce que son fils, Motoyoshi, a reçu 2 290 koku de terres de la part de Mōri Terumoto, ce qui est deux fois plus que ce dont dispose le clan Hayashi avant qu'il ne parte à Hagi-han (Morimitsu).
Ère Keichō -2, 9e mois), Septembre 1597 : tandis que Hizen-no-kami réside au Aka-jō, il reconstruit le Hijiri-jinja (sanctuaire Hijiri) qui a été incendié. Le Hijiri-jinja se trouve près des Aka-jō et Matsuoka-jō. À l'avant du sanctuaire, un des deux chiens de pierre gardien de temple est censé être son offrande. Le Hijiri-jinja reste encore aujourd'hui en place
Ère Keichō-3, 18e jour du 8e mois), 18 septembre 1598 : Toyotomi Hideyoshi, le taiko meurt dans son château de Fushimi à l'âge de 63 ans.
En 1600, après la bataille de Sekigahara, ni le château de Matsuoka ni le château d'Aka n'appartiennent plus à la famille Hayashi qui se déplace au château de Hiroshima et au château de Mihara.
Ère Keichō-10, 7e mois, 19e jour), 19 juillet 1605 : il meurt à 89 ans (88 selon la chronologie occidentale). Le lieu de sa sépulture est inconnu.
Après sa retraite, il adopte la vie d'un moine bouddhiste et prend le nom de Dōhan (道範). De son château de retraite, Aka-jō, seuls les murs et les douves subsistent. Il est considéré soit comme un yamashirō (château de montagne ; il faisait 480 × 57 m) ou une sorte de château de résidence. Le temple sacré dédié à Hayashi Hizen-no-kami Narinaga est le Mannen-ji, situé à Kue, province d'Aki. Le Matsuoka-jō est transmis à son fils ainé Motoyoshi (qui tient également le rang de ju-goi) lorsqu'il construit et se retire au Aka-jō dans son vieil âge.

## Famille

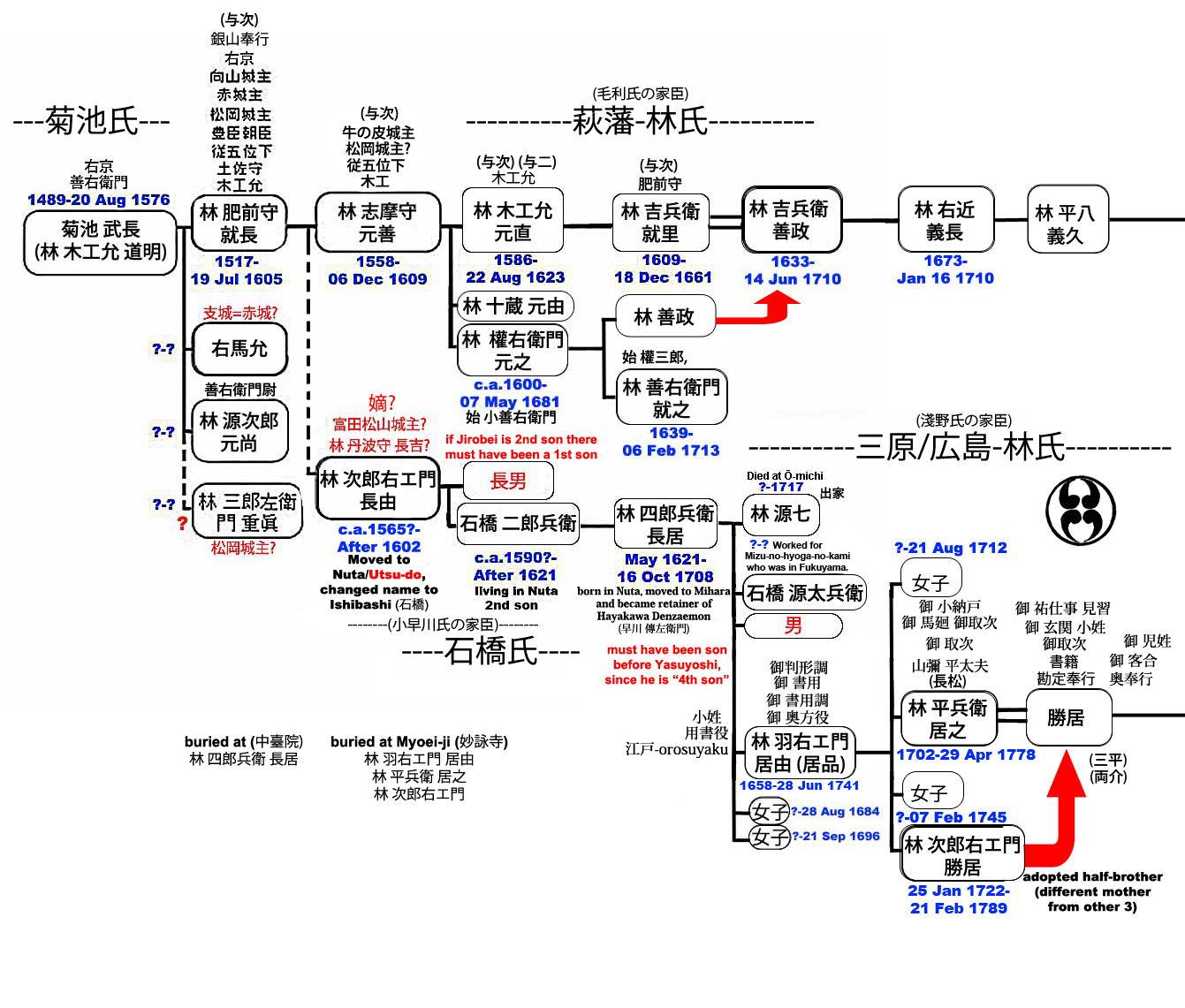
Arbre de famille dressé par Victor Larsson, descendant de Narinaga.

- Père : Kikuchi Takenaga (菊池 武長, 1489-1576)[12].
- Mère : inconnue

- Frères :
  - Hayashi Genjirō Motonao (林 源次郎 元尚)[9].
  - Hayashi Umanosuke (林 右馬允)

- Épouse(s) : inconnue(s)
  - Fils :
    - Hayashi Shima-no-kami Motoyoshi (林 志摩守 元善, 1558-1609) obligé de Mōri Terumoto, s'installe à Hagi-han lorsqu'il est transféré.
    - Hayashi Jirōuemon Nagayoshi (林 次郎右エ門 長由, ca.1560-?) obligé de Kobayakawa Takakage, déménage à Nuta et change son nom pour Ishibashi[13].

  - Fille :
    - Épouse d'Irie Motochika（入江元親 室）

## Dans la culture populaire
Hayashi Narinaga apparaît dans le 36e taiga drama de la NHK, Mōri Motonari (1997).

## Source de la traduction
- (en) Cet article est partiellement ou en totalité issu de l’article de Wikipédia en anglais intitulé « Hayashi Narinaga » (voir la liste des auteurs).